# Панир (сыр)
Панир — свежий сыр, распространённый в армянской кухне и в национальных кухнях Южной Азии, особенно в индийской, пакистанской, афганской, непальской и бангладешской кухнях. Это несостаренный, слегка кислотный, неплавящийся сыр, творог для которого сделан из нагретого молока с лимонным соком, уксусом, или любой другой пищевой кислотой. Его рассыпчатая и влажная форма называется в восточной Индии и в Бангладеш chhena или chhana. Толковый словарь Владимира Даля отмечает что Панир это армянский простой сыр

## Этимология и история
Слово «панир» персидского происхождения. Армянское слово заимствовано от среднеперсидского *panīr. Турецкое слово peynir и азербайджанское слово pendir происходят от персидского «панир» и относятся к любому типу сыра. Происхождение самого панира дискуссионно, основные варианты — армянское нагорье, ведийская Индия, афгано-иранский регион, или Бенгалия.